# Vecchia guardia (tango)

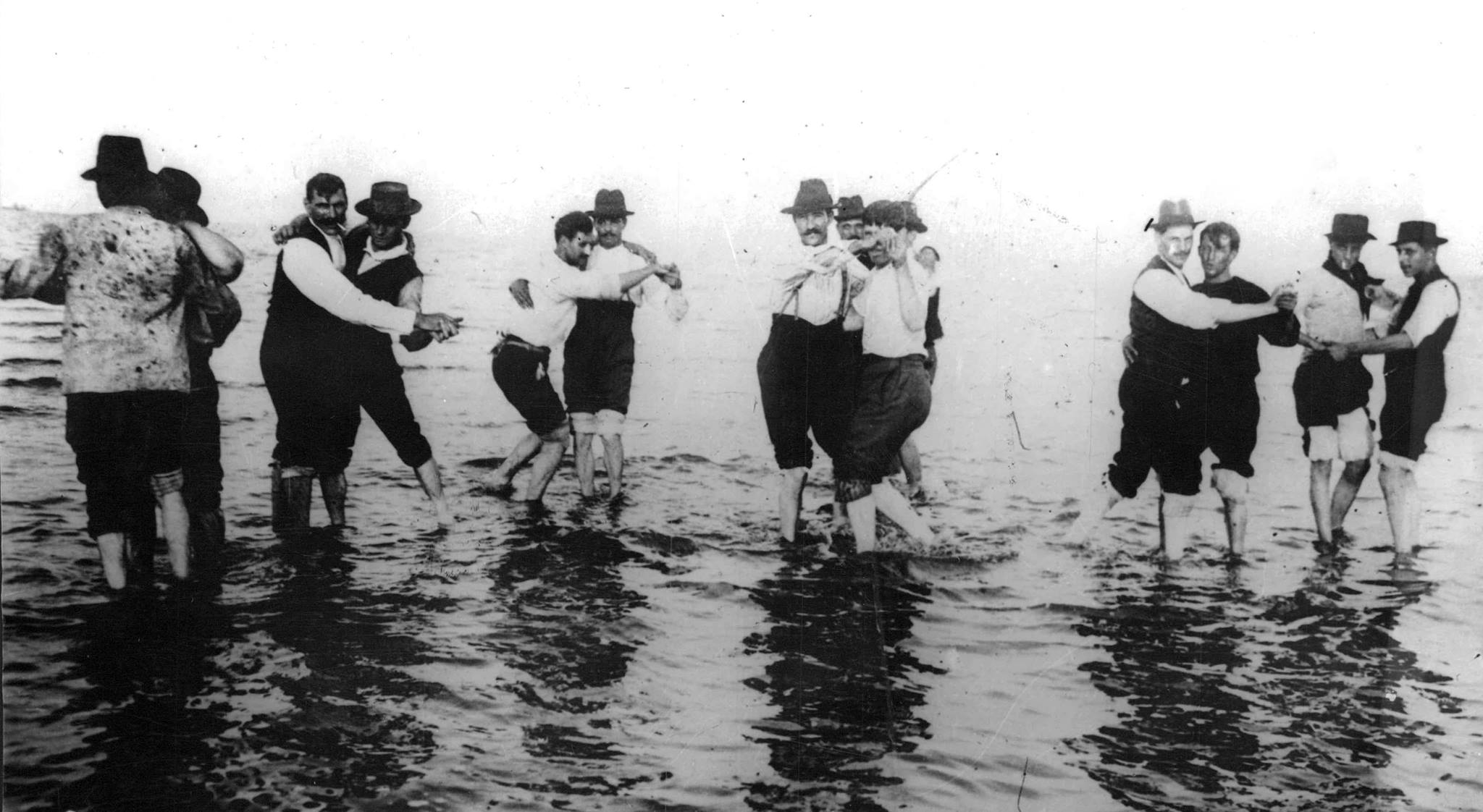
Uomini che ballano il tango nel fiume a Buenos Aires nel 1904

Vecchia guardia è il termine con cui si fa riferimento a una delle due circostanze storiche di maggior rilievo nello sviluppo del Tango. Essa si estende dal 1880 al 1920 e si corrisponde con il periodo di genesi e sviluppo degli elementi che poi definiranno il tango.
Il tango che nasce in questo periodo è un ibrido di altre specie popolari come il candombe, la milonga, il tango andaluz o la habanera ed è circoscritto ai gruppi marginali della città. Per questo motivo viene rifiutato dalle classi medie e alte e solo nel 1910, periodo di successo internazionale, il tango verrà accettato per poter poi divenire una moda nei grandi saloni delle capitali europee.

## Rassegna storica
Il tango nacque nelle due capitali sorte sulle sponde del Río de la Plata: Buenos Aires e Montevideo che, a partire dalla seconda metà del XIX secolo videro una notevole espansione urbanistica e demografica a causa della massiccia immigrazione di europei, soprattutto italiani e spagnoli. In modo particolare, furono scenario della nascita del tango gli ambienti marginali, propizi alla convivenza tra elementi procedenti dalla tradizione rurale locale e culture urbane in trasformazione.
Il tango è un'espressione artistica di fusione, di natura chiaramente urbana e radice suburbana, che risponde al processo storico concreto del meticciato biologico e culturale della popolazione rioplatense pre-immigrazione e relativamente al periodo dell'immigrazione massiccia, a maggioranza europea, che trasformò completamente le società rioplatensi a partire dagli ultimi decenni del XIX secolo.
Il lunfardo, infatti, è pieno di espressioni italiane ed africane, il ritmo del tango e il suo clima nostalgico rimandano all'habanera cubana e il tango, la milonga, il malambo e il candombe, ritmi che facevano parte delle abitudini dei gauchos che migrarono nelle città, sono parte di una stessa famiglia musicale di radici africane.

### Il divieto
Tra i primi ambienti in cui si ballò il tango, a parte gli angoli di alcune vie, troviamo degli spazi intermedi tra la strada e il locale chiuso, come i cortili dei conventillos (case con molte stanze in cui vivevano gli immigrati da soli o con le proprie famiglie); il peringundín (locale di vendita e consumo di bevande) e l'academia (ambiente destinato al divertimento maschile in cui i clienti pagavano per ballare con donne capaci di seguire i loro movimenti improvvisati).
Dalla prospettiva dei settori dirigenti, il tango verrà associato con la bassa immigrazione e riceverà la sua condanna come una minaccia contro i veri caratteri della cultura argentina. Il tango venne visto come un'espressione cosmopolita, contraria agli interessi nazionali ed anche come l'affermazione di una morale sconveniente. In Argentina si verificò un atteggiamento di forte rifiuto dell'immigrazione alla fine del 1800 in particolare nei confronti di quella italiana. I motivi sono vari, ma la maggior preoccupazione veniva dall'enorme quantità di italiani che già vivevano in Argentina, fatto che generava un cambiamento delle abitudini politiche e sociali e, con esse, la perdita dell'identità nazionale.

## Le caratteristiche

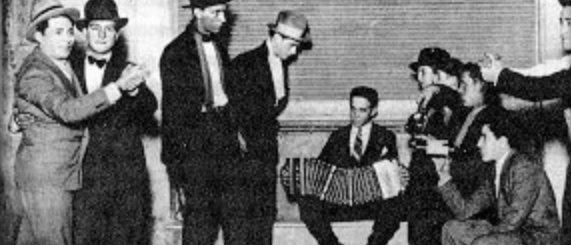
Buenos Aires. Giovani che suonano e ballano il Tango. 1900

Sebbene non ci sia un criterio prestabilito per distinguere la Vecchia Guardia dalla Nuova Guardia, ci sono alcune novità nella forma della seconda che contribuiscono alla differenziazione. Uno degli elementi caratteristici della Vecchia Guardia è l'improvvisazione; infatti, durante questo periodo i musicisti di tango non erano dei professionisti e non venivano, di conseguenza, remunerati.
L'introduzione di un testo da essere cantato da un vocalista è una caratteristica propria della Nuova Guardia, così come la creazione di diversi stili e modalità di interpretazione. Anche se il tango della Nuova Guardia continua a essere improvvisato in un certo senso, ci sono degli accordi tra i musicisti prima dell'esecuzione dei pezzi. Questa regolarizzazione non comportò un cambiamento soltanto dal punto di vista della composizione musicale, ma anche nella danza che vide un impoverimento delle sue figure a causa dell'ampia diffusione del genere.

### Gli strumenti dell'Orchestra

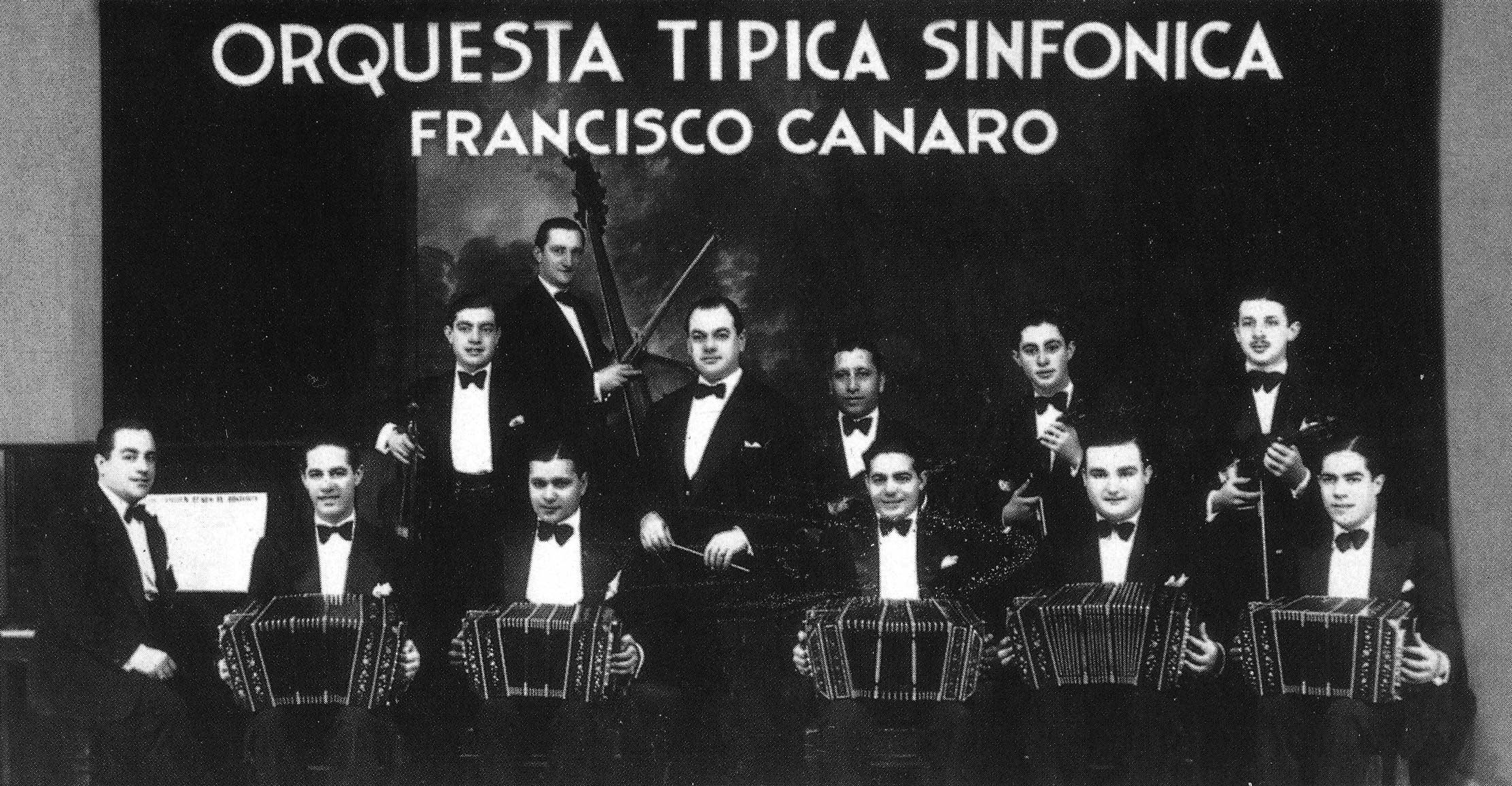
Francisco Canaro (1888-1964). Orchestra tipica di tango.

(Tulio Carella, Tango - mito y esencia, Buenos Aires: Centro Editor de América Latina, 1966.)